# Cymothoa exigua
Cymothoa exigua – gatunek pancerzowca z rodziny Cymothoidae. Pasożyt atakuje język, wchodząc do jamy gębowej ryb przez skrzela.  Samica przyczepia się do języka, podczas gdy samiec przyczepia się do łuków skrzelowych poniżej i za samicą. Samice mają 8–29 mm długości i 4–14 mm szerokości. Samce mają około 7,5–15 mm długości i 3–7 mm szerokości.
Wysysa krew dzięki pazurom na trzech przednich parach nóg. Gdy pasożyt rośnie, coraz mniej krwi dostaje się do języka, który ostatecznie zanika. Pasożyt zastępuje wtedy język ryby przez przyłączenie swojego własnego ciała do mięśni końca języka. Ryba może użyć pasożyta jak normalnego języka. Cymothoa exigua najwyraźniej nie powoduje wielu innych uszkodzeń.
Jest to jedyny znany pasożyt funkcjonalnie zastępujący narząd nosiciela.

## Rozmnażanie
Niewiele wiadomo na temat cyklu życiowego C. exigua. Wykazuje rozmnażanie płciowe. Młode osobniki prawdopodobnie najpierw przyczepiają się do skrzeli ryby i stają się samcami. W miarę dojrzewania stają się samicami, a zapłodnienie odbywa się na skrzelach. Zapłodnione jaja są trzymane w marsupium, podobnie do kangura. Jeśli wśród dwóch samców nie ma samicy, jeden samiec może przekształcić się w samicę, gdy osiągnie długość 10 mm.

## Wpływ na ludzi
Uważa się, że C. exigua nie jest szkodliwa dla ludzi, z wyjątkiem tego, że może ugryźć, jeśli zostanie oddzielona od żywiciela i dotykana.
W Portoryko C. exigua była głównym przedmiotem pozwu przeciwko dużej sieci supermarketów; występuje w rybach z rodziny lucjanowatych ze wschodniego Pacyfiku, które są wysyłane na cały świat w celach komercyjnych. Klient w pozwie twierdził, że został zatruty przez zjedzenie izopoda ugotowanego wewnątrz ryby. Sprawa została jednak umorzona ze względu na fakt, że izopody nie są trujące dla ludzi, a niektóre z nich są nawet spożywane jako część regularnej diety.